# ЛМ-2000

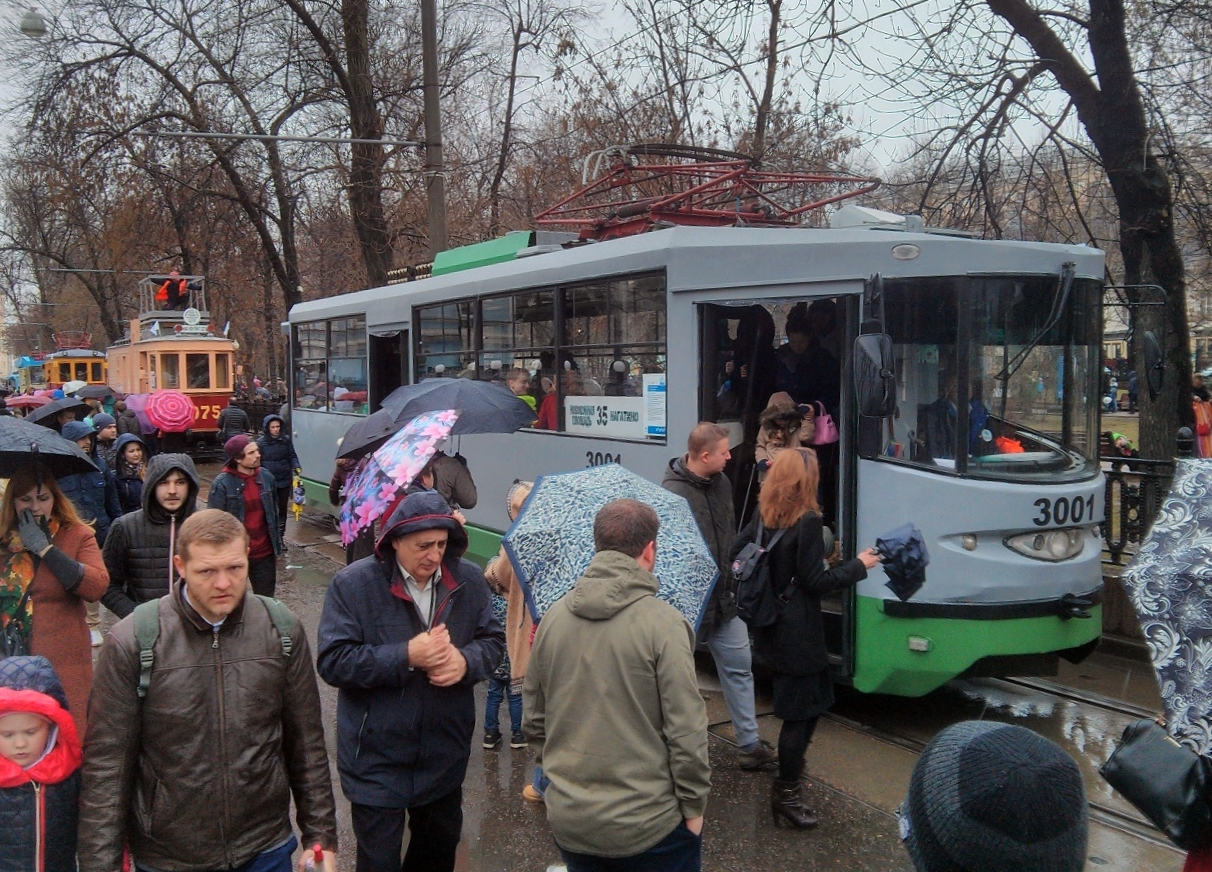
ЛМ-2000 на «Дне рождения Московского трамвая» 16 апреля 2016 года

ЛМ-2000 (71-135) — российский опытный четырёхосный трамвай. Построен на ПТМЗ в 2001 году в единственном экземпляре.

## Описание
Был разработан по заказу Москвы с целью обеспечения подвижным составом депо им. Апакова и Краснопресненского депо, имевших проблемы с габаритом деповских строений (на некоторые пути не проходил ни один из современных трамвайных вагонов; появление вагонов производства Усть-Катавского вагоностроительного завода, таких как 71-608 и 71-621, эту проблему не решили, а поставки серийных вагонов Tatra T7B5 так и не были реализованы из-за дефолта, а затем и банкротства завода ЧКД). Согласно пожеланиям заказчика был разработан новый кузов с габаритами как у вагона Tatra T3 и оригинальным, но довольно своеобразным дизайном. Вагон оборудован асинхронными тяговыми двигателями, и не имеет пневматического оборудования.
В течение 1999 года обговаривались все технические подробности, одновременно на других вагонах испытывались различные узлы. Наконец летом 2000 года началась сборка вагона. В ходе проектирования и изготовления конструкция вагона далеко ушла от исходного ЛМ-99 (71-134), и модель получила новый индекс — 71-135. Принципиально новая для ПТМЗ конструкция вагона вызвала некоторые затруднения, продолжались технические консультации с Москвой, и вот 29 марта 2001 года вагон, получивший официальное наименование ЛМ-2000, вышел из ворот завода на первую обкатку.
В августе 2001 года вагон был одобрен межведомственной комиссией. Теперь можно было считать, что вагон в целом готов. Однако у Краснопресненского депо было своё мнение. Доводка вагона продолжалась. Комиссия из депо приняла вагон только в октябре. Но тут начались другие затруднения. Министерство транспорта объявило, что в Ижевске в ближайшее время начнётся всероссийский конкурс подвижного состава трамвая, и там хотели бы видеть и ЛМ-2000. Препирательства и переговоры длились более двух месяцев.
В январе 2002 года вагон был перевезён в Москву и стал первым за 102 года вагоном петербургского производства в городе. Вагон получил парковый номер № 0001, а затем 3001. Летом 2002 года Краснопресненское трамвайное депо было переведено на новую территорию в Строгино, и необходимость закупок вагонов с уменьшенным габаритом исчезла. Больше вагонов ЛМ-2000 не строилось.
Несмотря на это, в середине 2000-х годов Москва заключила контракт на трамвайные вагоны модели 71-134АЭ (ЛМ-99), на которых применяется тяговый привод, аналогичный использованному на ЛМ-2000, но поставки были сорваны. Затем Москва купила вагоны ЛМ-2008.
Вагон работал на маршруте № 28к, а в 2006 году переведён на маршрут № 21. Вагон часто простаивал из-за отсутствия оригинальных запчастей. Далее вагон был переведён на маршрут № 23. Передан в музей 23 октября 2014 года.

## Эксплуатирующие города
| Страна | Дата изготовления | Заводской номер | Город  | Эксплуатирующая организация   | Количество | Номера | Текущее состояние | Назначение |
| Россия | 8.2001            | 1               | Москва | ГУП «Московский метрополитен» | 1 единица  | 3001   | Действующий       | Музейный   |

## Технические характеристики
- Габариты кузова, мм:
  - Длина — 14000
  - Ширина — 2500
  - Высота — 3150
- Минимальный радиус поворота, м — 14
- Пассажировместимость, чел — 150
- Число мест для сидения — 17-22
- Тормозные системы
  - Электродинамический тормоз
  - Барабанно-колодочный тормоз на скоростном валу редуктора
  - Электромагнитный рельсовый тормоз
  - Ручной стояночный тормоз
- Тормозной путь при экстренном торможении со скорости 40 км/ч, м — 29.5
- Тяговые электродвигатели — 4x60 кВт, асинхронные, тип ТАД-1, изготовитель — «Электросила».
- Расход электроэнергии, кВт/км — 1.5
- Ресурс до капитального ремонта, тыс. км — 1000
- Ресурс вагона, лет — 20
- Конструктивная скорость, км/ч — 70